# 福岡市
福冈市（日语：／ Fukuoka shi */?，發音：[ɸɯ̥kɯoka ꜜɕi] ⓘ）是位於日本九州北部、福岡縣西部的都市，為福岡縣首府，同時為政令指定都市之一。全市人口約165萬，是九州最大都市與政治、經濟、交通中心，也是大阪以西人口最多的城市。以福岡市為中心的福岡都市圈聚集了眾多政府機關和企業分公司，是日本人口第四多的都市圈，並和北九州都市圈共同構成了北九州－福岡都市圈。是日本少數人口仍持續成長的都市。
福岡市臨博多灣，古稱博多，是前往東亞大陸的玄關，自中世紀就形成了商人的自治城市。17世紀初期黑田氏興建福岡城之後，現福岡市區呈現以那珂川為界，西側是以武士為主的城下町「福岡」，東側是以商人為主的「博多」的格局。1876年，福岡和博多合併，改稱福博（ふくはく），並之後再改名為福岡。在福岡設市時，兩地亦因市名而展開激烈紛爭，在議會的市名投票中兩派亦得票相同，最終因議會議長認為應繼續使用舊名而維持現狀至今。但福岡市中心最大的車站名為博多站，博多這一地名仍相當常用。現在福岡市的天神、博多雙中心格局仍是江戶時代兩地並立格局的延續。
在明治維新時期，長崎市、鹿兒島市的人口均超過福岡市，且九州地方的大多數中央政府的分支機構設在位於九州中部的熊本市，因此福岡市在九州的地位並不像現在這樣高。然而隨著1899年博多港的開港和1911年九州帝國大學（現九州大學前身）的設立，福岡市迅速發展，逐漸發展為九州的中心城市。1963年，由於北九州地區五市合併為北九州市，福岡市一度是福岡縣人口第二多城市；但之後隨著重工業的低迷和服務業發展，福岡市人口在1979年再次超過北九州市，成為九州人口最多城市。現在福岡市人口仍在增加。2015年人口普查時，福岡市人口超過神戶市，在政令指定都市中排名第五位。
福岡市地理位置靠近東亞大陸，和釜山隔海相望，距首爾的直線距離和與近畿地方的距離相當，距上海的距離和東京距離相當。福岡市自古就是日本和東亞大陸交流的窗口，在這裡發現了漢光武帝贈與奴國的「漢委奴國王」金印。現在福岡市也有眾多前往東亞主要都市的定期航線，和東亞各國的交流十分活躍。
福岡市的市徽是在1909年10月制定的，由九個片假名所組成，代表福岡的「福」字。福岡市的市樹是鐵冬青，廣場之樹是樟樹。夏季之花是木芙蓉，冬季之花是茶梅。市樹、市花在1979年設市90週年紀念時制定。福岡市的山之鳥是草鵐，海之鳥是紅嘴鷗，在1989年設市100週年紀念時制定。

## 歷史

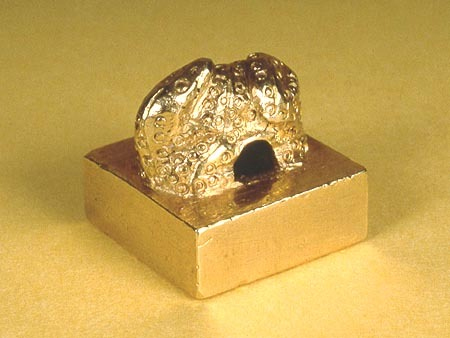
漢委奴國王印

### 古代歷史
福岡市自舊石器時代就有人居住，博多區的諸岡遺跡和西區的吉武遺跡均是舊石器時代的遺跡。糸島半島東部的大原D遺跡是繩文時代初期的遺跡，發現了豎穴住居。南區的柏原遺跡則發現了繩文時代初期至後期的土器。福岡市內繩文時代中期的遺跡有早良區的有田遺跡等地。繩文時代後期，福岡市已出現元岡瓜尾貝塚等貝塚遺跡。
弥生时代早期公元前10-9世纪，水稻种植技术传播到九州北部，福岡市博多区板付遺跡發現了水稻種植的痕跡。著名的漢委奴國王印發現於福岡市東区志賀島，證明在弥生时代中后期1世紀時，九州北部和西汉王朝有着政治上的往来。福岡市內还發現了大量3世纪后古坟时代的前方後圓墳，如那珂八幡古墳、梅林古墳、今宿大塚古墳等。

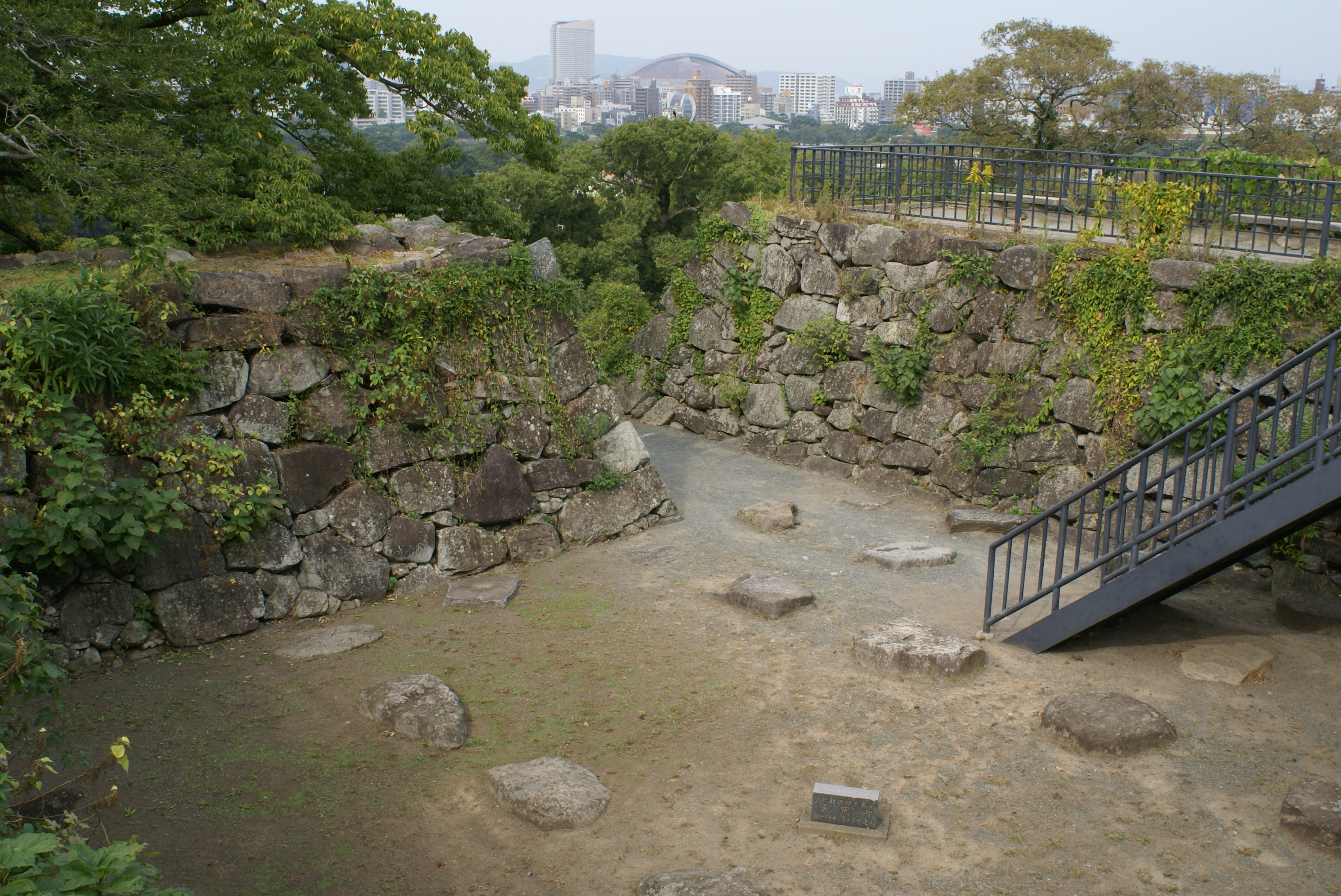
福岡城天守台

《日本書紀》中記載，527年磐井之亂後，大和王權在福岡興建那津屯倉以儲備糧食的記載。博多的總鎮守櫛田神社興建於8世紀中期。自奈良時代至平安時代，博多因其地理位置而是日本和東亞大陸交流的窗口。福岡不僅是遣唐使的出發地之一，並且還建有接待外國使節的鴻臚館，是當時日本最大的國際交流據點。平安時代中期至鎌倉時代，福岡是中日貿易的主要據點之一。
福岡靠近大陸，这也使其在古代多次遭到外敵入侵。1019年（寬仁3年），女真族曾入侵福岡海岸地區，史稱刀伊入寇。蒙古帝國更在1274年（文永11年）和1281年（弘安4年）兩次攻擊福岡地區。現在福岡市內仍可以看到當時为防禦蒙古軍隊建造的元寇防壘的遺跡。
到了室町時代，博多成为一座由商人（年行司）自治的自由城市，商業繁榮。但這也使得博多成為戰國大名激烈爭奪的地區。豐臣秀吉在佔領九州之後，於博多進行大規模都市重劃，被稱為「太閣町割」，使得博多在經歷戰火之後得以快速復興。關原之戰後，黑田氏被分封至前國並在現福岡市中心興建福岡城，福岡也因此開始出現以那珂川為界，西側是以福岡城為中心的城下町福岡，東側是商業都市博多的雙子城市格局。

### 近現代歷史
廢藩置縣後，福岡成為福岡縣的縣廳所在地。1889年，福岡正式設市，是日本最早設市的城市之一。同年還開通了博多至久留米之間的鐵路。19世紀末期至20世紀初期，福岡市相繼出現了電燈、電話、瓦斯等新事物，象徵福岡市開始近代化。1910年路面電車的開通更極大促進了福岡市內商業的發展。1920年代初期，福岡市實施了西南部土地區劃整理事業，這是福岡市歷史上首個近代都市計劃，亦大幅改善了市內交通並擴大了城市規模:1。1927年，福岡市舉辦了東亞勸業博覽會。1933年時，福岡市人口超過27萬，成為九州人口最多城市。在第二次世界大戰期間，福岡市也遭到美軍的空襲。1945年6月19日的福岡大空襲造成超過900人遇難，市中心化為焦土。
福岡市在二戰之後快速開始復興，1949年時人口已超過戰前的最高值。1972年，福岡市升格為政令指定都市，成為九州第二個政令市。3年之後的1975年，福岡市人口突破百萬大關。同年博多站至東京站之間的山陽新幹線全線通車，使得福岡市與東京之間的陸路交通時間距離縮短至7小時以內。1981年，福岡市首條地鐵通車。1989年，為紀念設市100週年，福岡市舉辦了亞洲太平洋博覽會，吸引了822萬人次參觀:2；博覽會場地之後整備為海濱百道開發區，這也是日本1990年代後眾多都市水濱開發計劃的先驅:2。2005年，受规模达Mj7.0的地震影响，市內观测到震度6弱，是为有史以来首次。近年福岡市人口仍持續增加，在九州內的地位進一步提高。

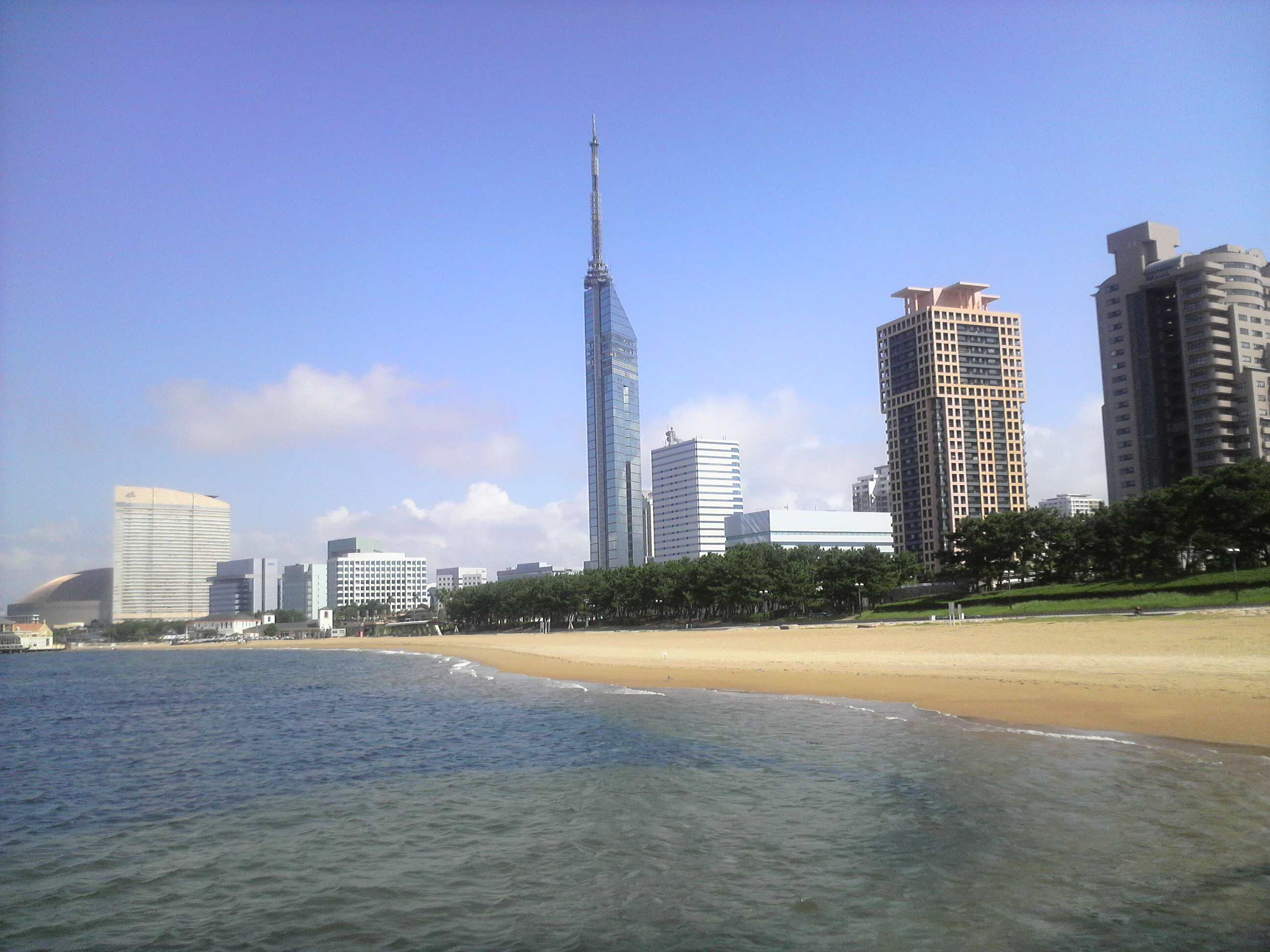
百道海濱公園
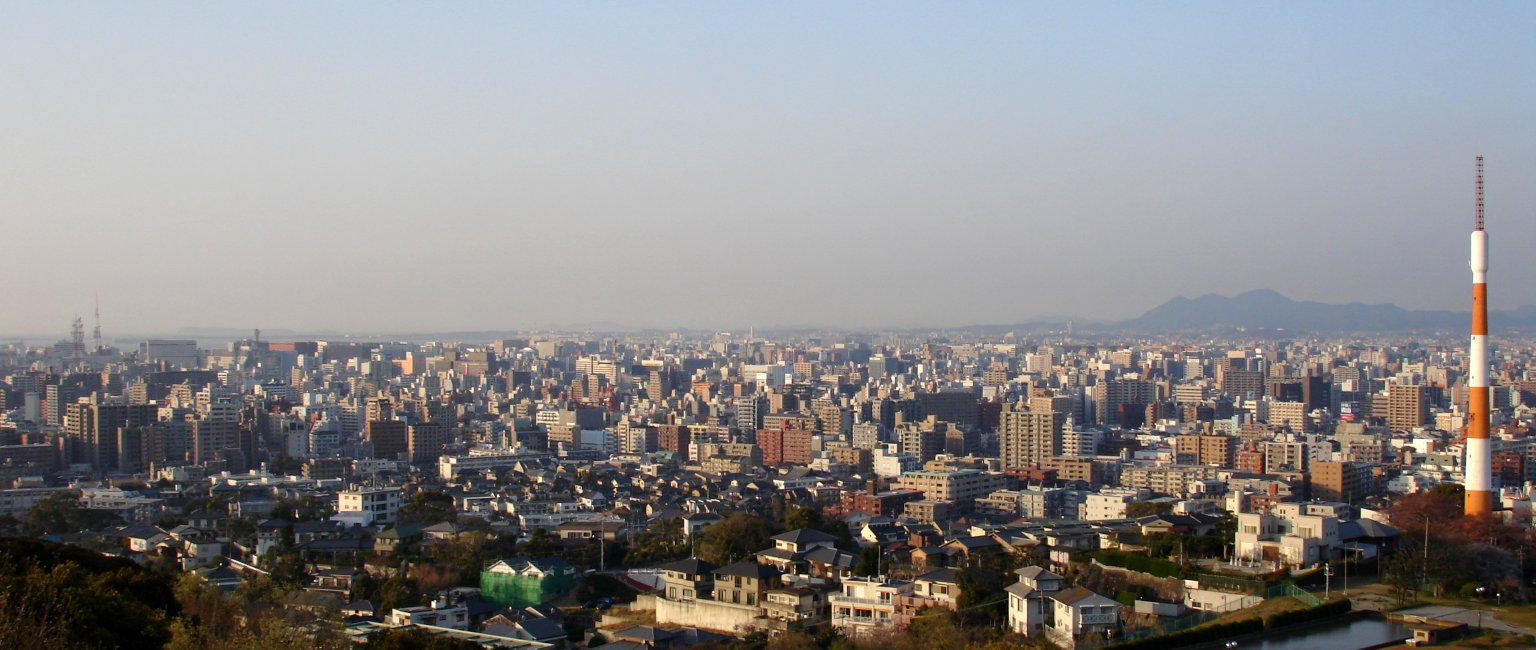
由福岡市南區的鴻巢山俯望的福岡市街

## 地理

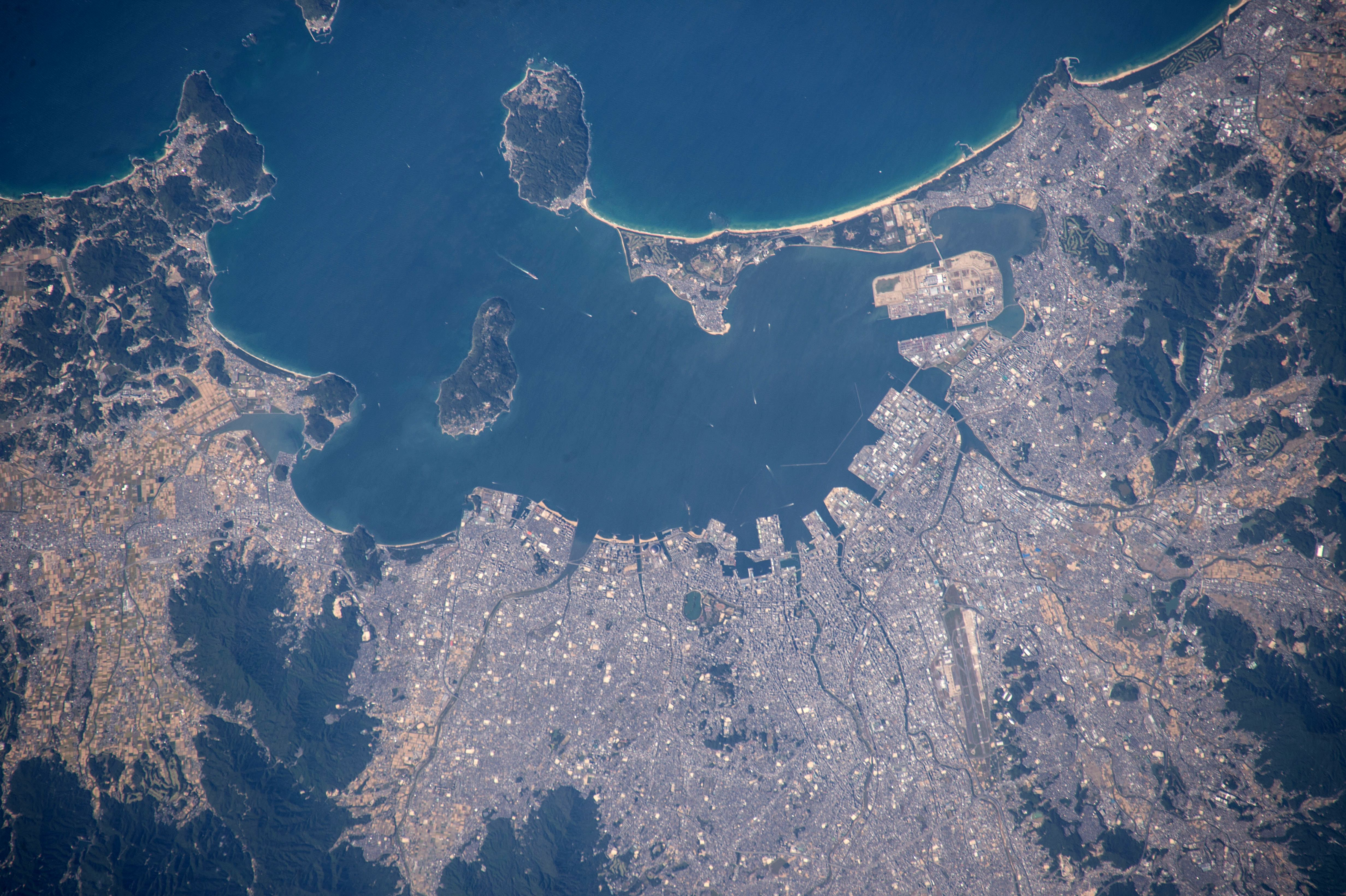
福岡市衛星地圖

福岡市位於九州北部，大部分轄區位於福岡平原，市轄區北至伸入博多灣的沙洲海之中道及陸連島志賀島，西至糸島半島。福岡市還有能古島、玄界島、小呂島等離島。為獲得平地，福岡市自20世紀開始就進行過多次大規模填海，以提供港口、住宅和商務用地:6。現在福岡市內大部分海岸線均是人工海岸。福岡市還在博多灣東部填海修築了人工島（福岡島城）。由於福岡市大部分地區位於福岡平原，因此地形較為平坦。但福岡市西部和西南部的部分地區屬於脊振山地，標高較高且地形起伏明顯。
福岡市沒有一級河川，市內的主要河川有市中心的那珂川、御笠川，市區東部的多多良川，市區西部的室見川。福岡市在歷史上多次遭到乾旱，1978年時曾發生限制用水日數達約300日的記錄:8。但另一方面，逢短時間內發生集中降雨時亦容易發生洪水。
福岡市的兩大中心地區是中央區的天神地區和博多站附近的博多地區，兩地之間的中洲地區則是日本著名的娛樂區。近年因填海和鐵路沿線地區的市街重劃，海濱百道、香椎、千早、姪濱等地區發展為新興商業區。由於福岡機場位於市中心，因此福岡市中心對建築高度有嚴格限制，市內大多數高層建築均位於郊區。

### 氣候
福岡市氣候溫暖，年平均氣溫約17.3℃，年均降水量約1,500至1,800毫米。福岡市位於日本海沿岸，並有冬季日照時間較短等日本海沿岸氣候的特徵，但由於冬季降水量明顯少於夏季，因此氣候區分上屬於太平洋側氣候。福岡市的降水主要集中在梅雨及颱風過境時期。福岡市原本就是日本各大城市中氣溫最高的城市之一，近年隨著熱島現象的發展，氣溫更趨炎熱。福岡市還是雷電天氣頻發的城市之一，年均雷電天氣日數達25.5日。
| ㋀                                | ㋁      | ㋂       | ㋃        | ㋄        | ㋅        | ㋆        | ㋇        | ㋈        | ㋉       | ㋊       | ㋋      |
| 74 10 4                           | 70 12 4 | 104 15 7 | 118 20 12 | 134 24 16 | 250 27 20 | 299 31 25 | 210 33 25 | 175 29 22 | 95 24 16 | 91 18 11 | 68 13 6 |
| 平均最高及最低溫度以攝氏（℃）表記 |         |          |           |           |           |           |           |           |          |          |         |
| 降雨總量單位為（㎜）              |         |          |           |           |           |           |           |           |          |          |         |

| 英制單位換算                      | 英制單位換算 | 英制單位換算 | 英制單位換算 | 英制單位換算 | 英制單位換算 | 英制單位換算 | 英制單位換算 | 英制單位換算 | 英制單位換算 | 英制單位換算 | 英制單位換算 |
| --------------------------------- | ------------ | ------------ | ------------ | ------------ | ------------ | ------------ | ------------ | ------------ | ------------ | ------------ | ------------ |
| ㋀                                | ㋁           | ㋂           | ㋃           | ㋄           | ㋅           | ㋆           | ㋇           | ㋈           | ㋉           | ㋊           | ㋋           |
| 2.9 50 39                         | 2.7 53 40    | 4.1 59 45    | 4.7 68 53    | 5.3 76 61    | 9.8 81 69    | 12 88 76     | 8.3 91 78    | 6.9 83 71    | 3.7 75 61    | 3.6 65 51    | 2.7 55 42    |
| 平均最高及最低溫度以華氏（℉）表記 |              |              |              |              |              |              |              |              |              |              |              |
| 降雨總量單位為英吋（㏌）          |              |              |              |              |              |              |              |              |              |              |              |

| ㋀                                | ㋁      | ㋂       | ㋃        | ㋄        | ㋅        | ㋆        | ㋇        | ㋈        | ㋉       | ㋊       | ㋋      |
| 74 10 4                           | 70 12 4 | 104 15 7 | 118 20 12 | 134 24 16 | 250 27 20 | 299 31 25 | 210 33 25 | 175 29 22 | 95 24 16 | 91 18 11 | 68 13 6 |
| 平均最高及最低溫度以攝氏（℃）表記 |         |          |           |           |           |           |           |           |          |          |         |
| 降雨總量單位為（㎜）              |         |          |           |           |           |           |           |           |          |          |         |

| 英制單位換算                      | 英制單位換算 | 英制單位換算 | 英制單位換算 | 英制單位換算 | 英制單位換算 | 英制單位換算 | 英制單位換算 | 英制單位換算 | 英制單位換算 | 英制單位換算 | 英制單位換算 |
| --------------------------------- | ------------ | ------------ | ------------ | ------------ | ------------ | ------------ | ------------ | ------------ | ------------ | ------------ | ------------ |
| ㋀                                | ㋁           | ㋂           | ㋃           | ㋄           | ㋅           | ㋆           | ㋇           | ㋈           | ㋉           | ㋊           | ㋋           |
| 2.9 50 39                         | 2.7 53 40    | 4.1 59 45    | 4.7 68 53    | 5.3 76 61    | 9.8 81 69    | 12 88 76     | 8.3 91 78    | 6.9 83 71    | 3.7 75 61    | 3.6 65 51    | 2.7 55 42    |
| 平均最高及最低溫度以華氏（℉）表記 |              |              |              |              |              |              |              |              |              |              |              |
| 降雨總量單位為英吋（㏌）          |              |              |              |              |              |              |              |              |              |              |              |

| 福岡市（福岡管區氣象台）                                      | 福岡市（福岡管區氣象台） | 福岡市（福岡管區氣象台） | 福岡市（福岡管區氣象台） | 福岡市（福岡管區氣象台） | 福岡市（福岡管區氣象台） | 福岡市（福岡管區氣象台） | 福岡市（福岡管區氣象台） | 福岡市（福岡管區氣象台） | 福岡市（福岡管區氣象台） | 福岡市（福岡管區氣象台） | 福岡市（福岡管區氣象台） | 福岡市（福岡管區氣象台） | 福岡市（福岡管區氣象台） |
| 月份                                                          | 1月                      | 2月                      | 3月                      | 4月                      | 5月                      | 6月                      | 7月                      | 8月                      | 9月                      | 10月                     | 11月                     | 12月                     | 全年                     |
| ------------------------------------------------------------- | ------------------------ | ------------------------ | ------------------------ | ------------------------ | ------------------------ | ------------------------ | ------------------------ | ------------------------ | ------------------------ | ------------------------ | ------------------------ | ------------------------ | ------------------------ |
| 历史最高温 °C（°F）                                           | 21.5 (70.7)              | 24.3 (75.7)              | 26.3 (79.3)              | 30.1 (86.2)              | 32.3 (90.1)              | 37.3 (99.1)              | 38.3 (100.9)             | 38.1 (100.6)             | 37.1 (98.8)              | 33.3 (91.9)              | 28.2 (82.8)              | 26.0 (78.8)              | 38.3 (100.9)             |
| 平均高温 °C（°F）                                             | 10.2 (50.4)              | 11.6 (52.9)              | 15.0 (59.0)              | 19.9 (67.8)              | 24.4 (75.9)              | 27.2 (81.0)              | 31.2 (88.2)              | 32.5 (90.5)              | 28.6 (83.5)              | 23.7 (74.7)              | 18.2 (64.8)              | 12.6 (54.7)              | 21.3 (70.3)              |
| 日均气温 °C（°F）                                             | 6.9 (44.4)               | 7.8 (46.0)               | 10.8 (51.4)              | 15.4 (59.7)              | 19.9 (67.8)              | 23.3 (73.9)              | 27.4 (81.3)              | 28.4 (83.1)              | 24.7 (76.5)              | 19.6 (67.3)              | 14.2 (57.6)              | 9.1 (48.4)               | 17.3 (63.1)              |
| 平均低温 °C（°F）                                             | 3.9 (39.0)               | 4.4 (39.9)               | 7.2 (45.0)               | 11.5 (52.7)              | 16.1 (61.0)              | 20.3 (68.5)              | 24.6 (76.3)              | 25.4 (77.7)              | 21.6 (70.9)              | 16.0 (60.8)              | 10.6 (51.1)              | 5.8 (42.4)               | 14.0 (57.2)              |
| 历史最低温 °C（°F）                                           | −6.0 (21.2)              | −8.2 (17.2)              | −4.7 (23.5)              | −1.4 (29.5)              | 1.4 (34.5)               | 4.3 (39.7)               | 13.8 (56.8)              | 15.4 (59.7)              | 7.9 (46.2)               | 0.4 (32.7)               | −2.1 (28.2)              | −5.4 (22.3)              | −8.2 (17.2)              |
| 平均降水量 mm（）                                             | 74.4 (2.93)              | 69.8 (2.75)              | 103.7 (4.08)             | 118.2 (4.65)             | 133.7 (5.26)             | 249.6 (9.83)             | 299.1 (11.78)            | 210.0 (8.27)             | 175.1 (6.89)             | 94.5 (3.72)              | 91.4 (3.60)              | 67.5 (2.66)              | 1,686.9 (66.41)          |
| 平均降雪量 cm（）                                             | 1 (0.4)                  | 1 (0.4)                  | 0 (0)                    | 0 (0)                    | 0 (0)                    | 0 (0)                    | 0 (0)                    | 0 (0)                    | 0 (0)                    | 0 (0)                    | 0 (0)                    | 0 (0)                    | 2 (0.8)                  |
| 平均降水天数（≥ 0.5 mm）                                      | 11.0                     | 10.7                     | 11.4                     | 10.8                     | 9.8                      | 12.7                     | 12.4                     | 11.2                     | 11.0                     | 7.9                      | 9.9                      | 10.2                     | 129                      |
| 平均降雪天数（≥ 1 cm）                                        | 0.5                      | 0.3                      | 0.1                      | 0                        | 0                        | 0                        | 0                        | 0                        | 0                        | 0                        | 0                        | 0.1                      | 1                        |
| 平均相對濕度（％）                                            | 63                       | 62                       | 63                       | 64                       | 67                       | 75                       | 75                       | 72                       | 73                       | 68                       | 66                       | 63                       | 68                       |
| 月均日照時數                                                  | 104.1                    | 123.5                    | 161.2                    | 188.1                    | 204.1                    | 145.2                    | 172.2                    | 200.9                    | 164.7                    | 175.9                    | 137.3                    | 112.2                    | 1,889.4                  |
| 来源：日本氣象廳 (平均値：1991年-2020年、極値：1890年-2021年) |                          |                          |                          |                          |                          |                          |                          |                          |                          |                          |                          |                          |                          |

## 行政區劃
福岡市在升格為政令指定都市時分為五個區。1982年時，自西區中分出城南區、早良區二區，確立了現在的七區體制。福岡市七區概況如下：
|        |        |             |               |                   |           |
| 區名   | 日文名 | 讀音        | 設立日期      | 面積 （平方公里） | 人口      |
| 中央區 |        | Chūō-ku     | 1972年4月1日  | 15.40             | 196,900   |
| 博多區 |        | Hakata-ku   | 1972年4月1日  | 31.63             | 236,727   |
| 東區   |        | Higashi-ku  | 1972年4月1日  | 69.36             | 313,180   |
| 南區   |        | Minami-ku   | 1972年4月1日  | 30.98             | 259,416   |
| 西區   |        | Nishi-ku    | 1972年4月1日  | 84.17             | 209,893   |
| 城南區 |        | Jōnan-ku    | 1982年5月10日 | 15.99             | 131,130   |
| 早良區 |        | Sawara-ku   | 1982年5月10日 | 95.87             | 218,611   |
| 福岡市 |        | Fukuoka-shi | 1889年        | 343.39            | 1,565,857 |

## 人口
1889年設市時，福岡市有人口50,847人。此後直到二戰，福岡市人口長期穩定增加，並在1930年代成為九州人口最多城市和日本人口第七多城市。二戰期間福岡市人口一度減少，但在戰後迅速恢復並在1955年突破50萬人大關。1972年升格為政令指定都市時，福岡市有人口約91.2萬人。1975年，福岡市人口突破百萬大關。在2010年至2015年期間，福岡市的人口增長率和增長數都是政令指定都市首位，人口數更超過京都市和神戶市，成為政令指定都市中人口第五多城市。2020年5月，福岡市人口超過160萬人，成為第五個人口超過160萬人的政令指定都市。2020年9月1日時，福岡市有人口約160.3萬人。來自九州其他地區的人口流入是福岡市人口增長的主因。由於福岡市大學眾多，市內學生人數在日本僅次於東京23區、京都市、名古屋市、橫濱市，排名第五，使得九州各地的年輕人口流入福岡市:152。但另一方面，自九州其他地區轉入的人口亦有約三成比例在之後轉入東京地區。福岡市的總和生育率長期低於日本平均值，在19個政令指定都市中也只排名第16位。
2014年，福岡市的外國人人口有約2.74萬人，其中以佔比約四成的中國人最多，比例約二成的韓國人次之。

## 政治
在日本眾議院選舉中，福岡市東區、博多區屬於福岡縣第1區；中央區、南區和城南區的大部分地區屬於福岡縣第2區；城南區部分地區、早良區、西區和絲島市屬於福岡縣第3區；南區的部分地區屬於福岡縣第5區。就過去的選舉結果來看，福岡1區是民主黨較強的選區，而福岡2區、3區則是自民黨較強的選區。在2014年眾議院選舉中，福岡1區由無黨籍人士井上貴博當選，其他兩個選舉區則由自民黨獲得。井上貴博加入自民黨後，自民黨更在2017年和2021年眾議院選舉中於福岡市的三個選區取得全勝。
福岡市現任市長是高島宗一郎，他在從政之前是九州朝日放送的主播，於2010年首次當選，並在2014年和2018年連任。福岡市議會共有62名議員，其中自民黨是最大黨派，有18名議員。福岡縣議會中福岡市有23名議員。福岡市近年市債雖有所減少，但人均市債金額在政令市中高達第五位。

## 經濟

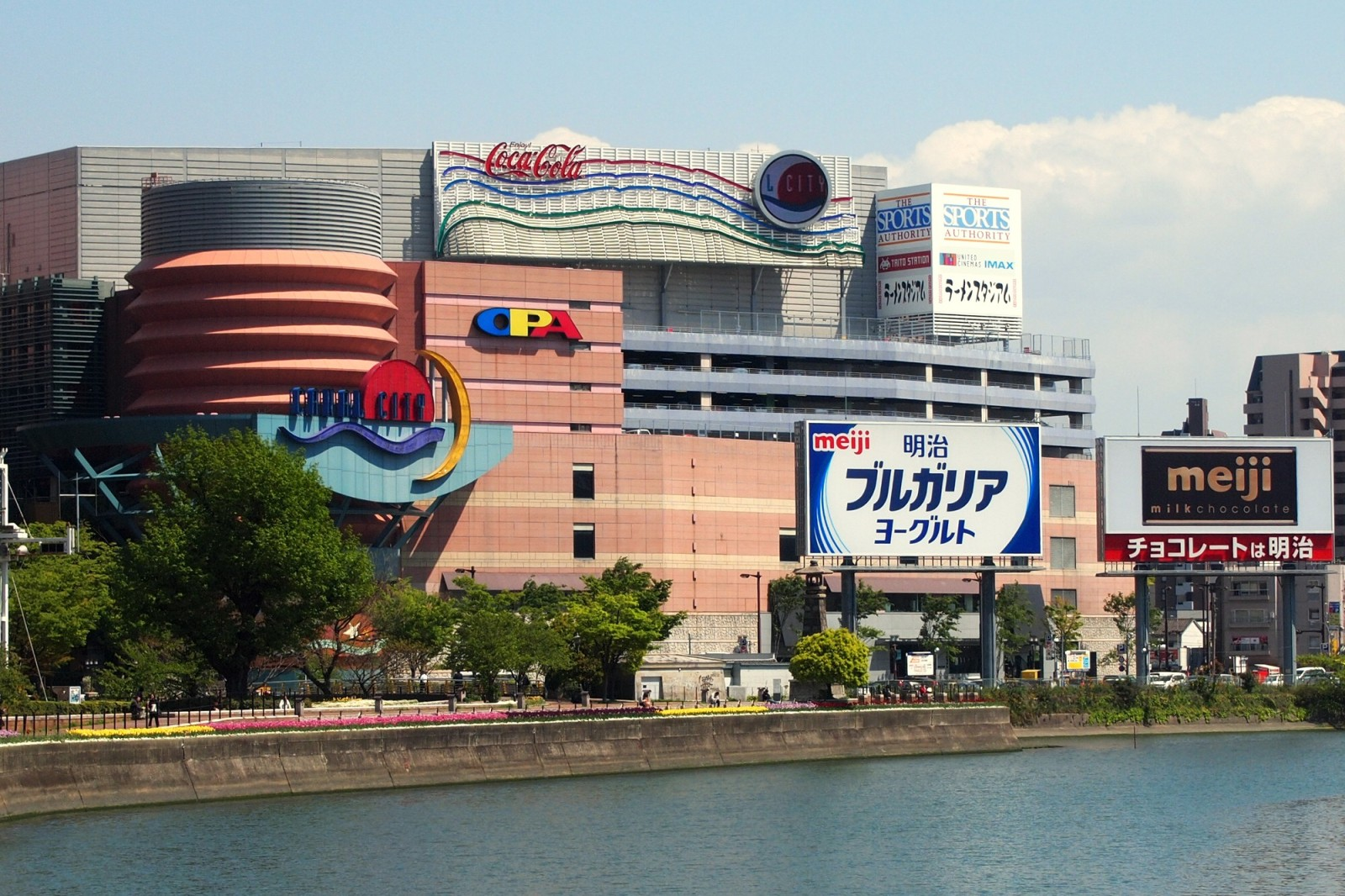
博多運河城是福岡市內主要大型商業設施之一

2014年度，福岡市市內生產總值達67,340億日元，人均市民所得為312萬日元。福岡市經濟的特徵之一是第三產業比重較高，擁有近八成比例。而第二產業則只有不到兩成的比例。

### 農業
福岡市的農業屬於都市近郊型農業，在福岡市經濟總量中比例很低。福岡市耕地面積有1,860公頃，農業就業人口有2,352人。福岡市的農業產值中以雞蛋的比例最高，其次則是蔬菜。

### 工業
博多自古代開始就生產博多人形、博多織等傳統工藝品，工業歷史深厚。但在福岡縣產業近代化的過程中，擁有煤炭資源的北九州地區成為主要的重工業地區，而福岡市則憑藉服務業得到發展，因此工業在福岡市經濟中比重較低。2014年，福岡市工業品生產額有6,365億日元，其中以佔三分之一比例的食品製造業比重最大，其次是佔約兩成比例的電子零件業、佔比14.8%的飲料·煙草·飼料業、佔比8.8%的印刷業。就地理分佈來看，博多區、西區、東區是福岡市主要的工業區，三者的工業品產值均佔福岡市總量的二成以上。

### 服務業
服務業是福岡市經濟中的最重要部分。創業於福岡市的大型服務業企業有餐飲企業Royal控股、家電量販店最好電器、百貨商店岩田屋等。九州電力、九州旅客鐵道等以全九州為服務範圍的大型公共企業的總部也設在福岡市。總部位於福岡市的銀行有福岡銀行、西日本都市銀行、福岡中央銀行。其中福岡銀行所屬的福岡金融集團公司是日本最大的地方銀行金融集團之一。2014年，福岡市的商品銷售額達113,354億日元，佔福岡縣總量的六成。2015年，福岡市的觀光客人數達1,974萬人。且福岡市近年還是日本舉辦國際會議次數第二多的都市，僅次於東京。福岡市還通過補助金制度積極吸引外資企業、呼叫中心、研發中心、物流產業等企業在福岡市投資。

## 文化

### 語言
福岡市使用的方言主要是博多方言，屬於九州方言中的，在重音上接近東京式重音。福岡市是是日本方言意識最強的城市之一，當地民眾對自身方言的喜好度極高:7。

### 飲食
福岡市的飲食文化十分發達。博多拉麵是日本拉麵中豚骨口味的代表，以極細的麵條和濃厚的湯汁而著稱，並擁有獨特的途中加麵文化。以牛或豬的腸道為主要材料的腸鍋和以雞肉、蔬菜為主要材料的水炊是福岡市發祥的火鍋類料理。屋台（露天店鋪）眾多亦是福岡市飲食文化的一大特徵。 

### 節日慶典

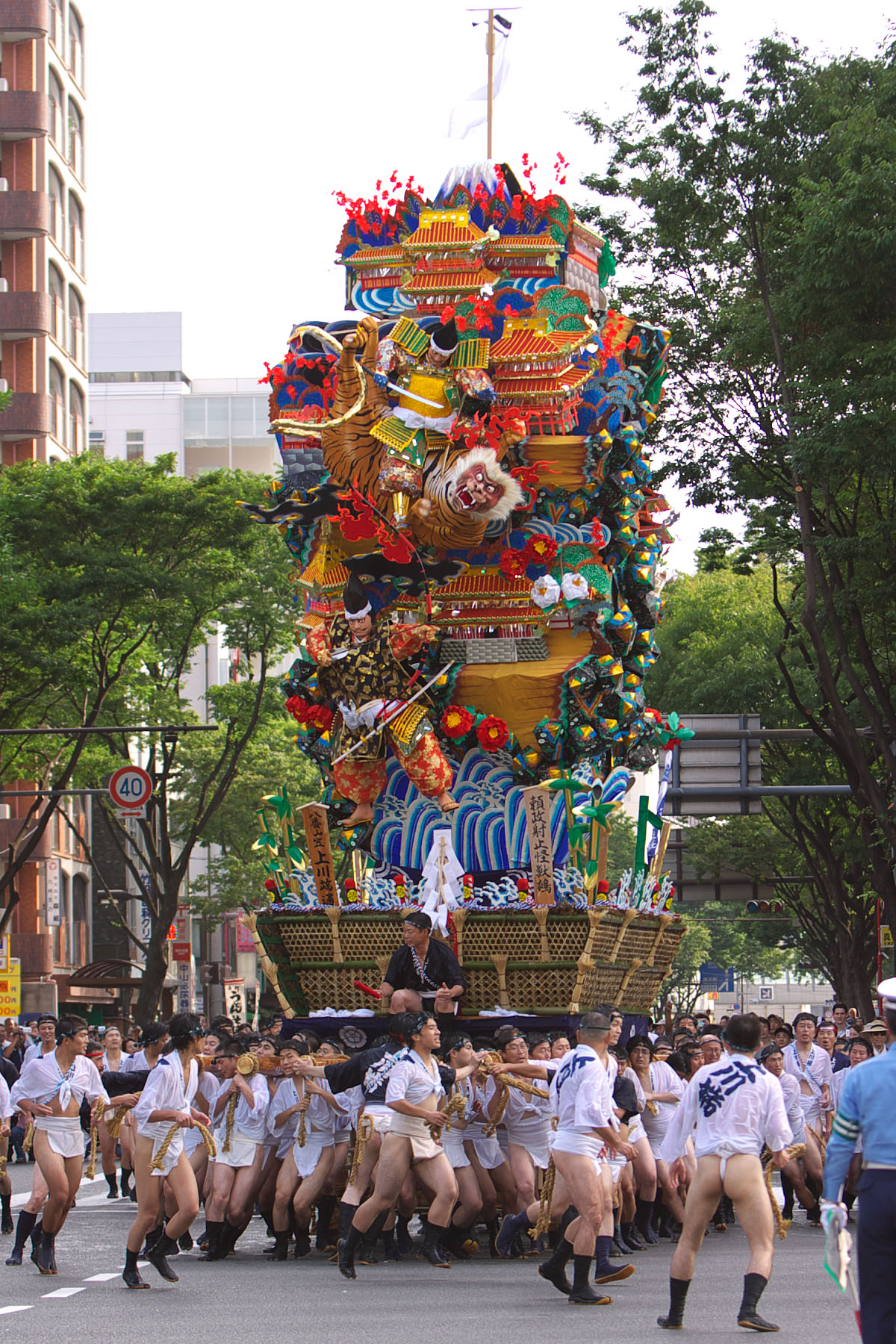
博多祇園山笠

福岡市有三大節慶活動，依序為每年5月3日、4日舉辦的博多咚打鼓(博多どんたく)、每年7月前半期舉行的博多祇園山笠、每年9月12日至18日舉行的筥崎宮放生會。
博多Dontaku起源於1179年開始舉行的松囃子，已有超過830年的歷史。自1962年開始，博多Dontaku成為由福岡市民舉辦的大型節慶活動，每年有超過3.3萬人直接參加和超過200萬人觀看，是日本規模最大的節慶活動之一。
博多祇園山笠是櫛田神社的祇園祭，已有超過760年的歷史，以巨大的花車而著稱，在2016年被聯合國教科文組織列入世界非物質文化遺產。
筥崎宮放生會已有超過千年的歷史。在放生會舉辦期間，除了放生動物的活動之外，筥崎宮附近還聚集了約500家露天店鋪，吸引眾多市民參與，是九州秋季規模最大的節慶活動之一。

### 媒體
九州發行量最大的報紙，創刊於1877年的西日本新聞的總部位於福岡市。西日本新聞的都市福岡版日發行量達31.4萬份，佔西日本新聞總日發行量（65.9萬份）的近半數。福岡市的廣播放送開始於1930年，電視則開始於1956年。NHK福岡放送局是NHK在九州最主要的放送局。福岡市內有JNN的RKB每日放送（RKB，開播於1951年，是九州第一家民營廣播電視台，也是近畿以西唯一股票上市的電視台）、ANN的九州朝日放送（KBC）、FNN的西日本電視台、NNN的福岡放送、TXN的TVQ九州放送五家民營電視台。RKB每日放送和九州朝日放送還製作播出廣播節目。

### 體育

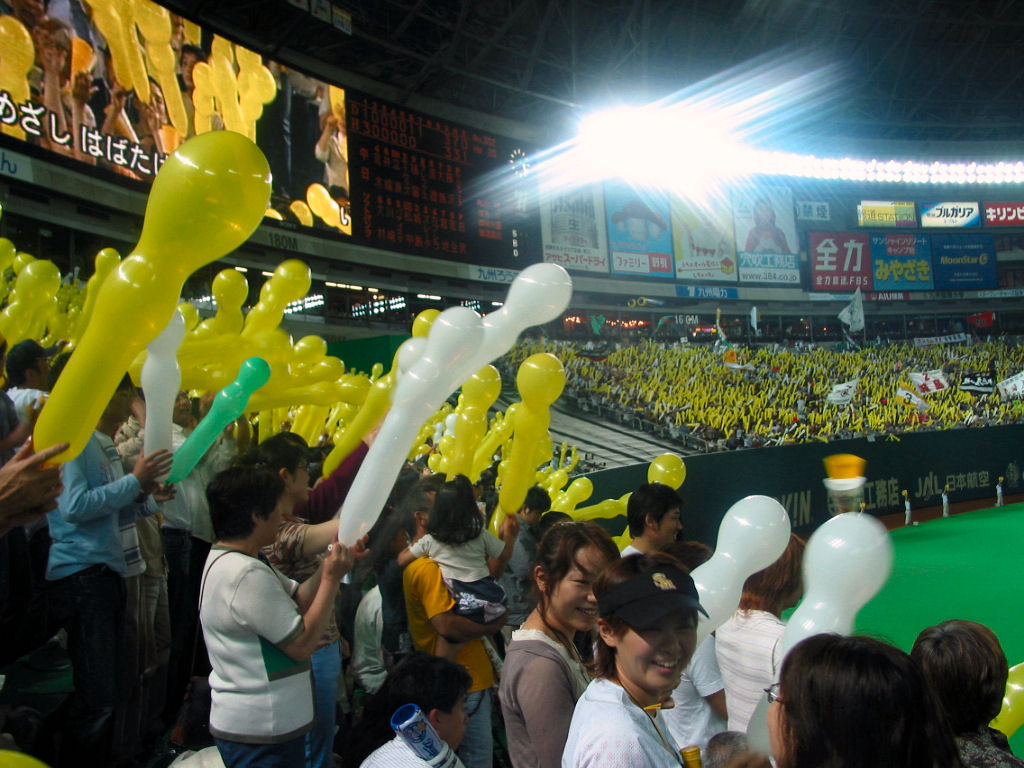
福岡軟銀鷹的支持者

福岡軟銀鷹的前身是創建於1938年的南海鷹，在1989年搬至福岡並改名福岡大榮鷹，於2005年因軟銀入主而改為現名，是日本職棒太平洋聯盟的球隊。軟銀鷹自1938年創建以來，已贏得2次單一聯盟冠軍與18次洋聯冠軍，9次贏得日本一，在2011～2020期間10年內7度拿下日本一（2011、2014、2015、2017、2018、2019、2020）更2度完成連霸，包括四連霸。福岡巨蛋是福岡軟銀鷹的主場，於1993年啟用，是日本首個可以打開屋頂的棒球場。
創建於1982年的福岡黃蜂是唯一一家以福岡市為主場的職業足球俱樂部，現在參加日本職業足球乙級聯賽的比賽。
每年12月舉行的福岡國際馬拉松是福岡市最大的普通市民亦可參加的體育活動。大相撲九州場所也在福岡市舉辦。
福岡市舉辦過1995年夏季世界大學運動會、2001年世界游泳錦標賽、2023年世界游泳錦標賽等國際體育大賽。

### 教育

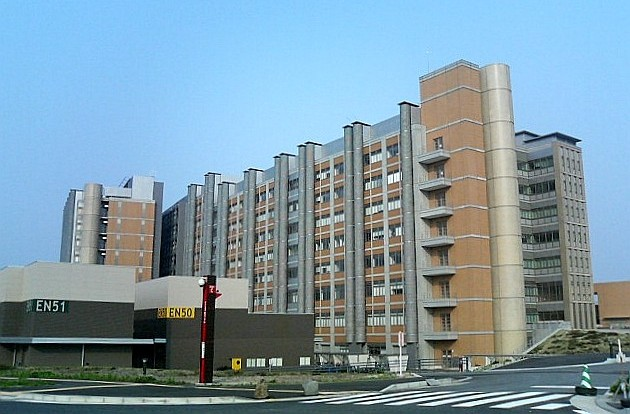
九州大學

福岡市聚集了眾多大學。2015年，福岡市內有大學生7.2萬人，佔全市人口達5.0%；該大學生比例在日本的大都市中位居第三位，僅次於京都市和東京23區，可以說大學在福岡發展為九州最大城市的過程中發揮了關鍵作用。九州大學的前身是設立於1911年的九州帝國大學，是日本本土的七所帝國大學之一。現在九州大學的大部分校區位於福岡市內，是福岡市唯一的國立大學，亦是福岡縣及九州的最高學府。九州大學設有文學院、教育學院、法學院、經濟學院、理學院、醫學院、牙醫學院、藥學院、工學院、藝術工學院、農學院十一個學院，擁有超過1.8萬人學生。創立於1923年的福岡女子大學則是福岡市唯一的公立大學。福岡市還有十一所私立大學，其中規模較大的綜合性私立大學有設立於1960年，擁有八個學院和超過一萬名學生的九州產業大學；創建於1949年，擁有九個學院的福岡大學；由美南浸信會創建於1949年的基督教系大學西南學院大學。

## 交通

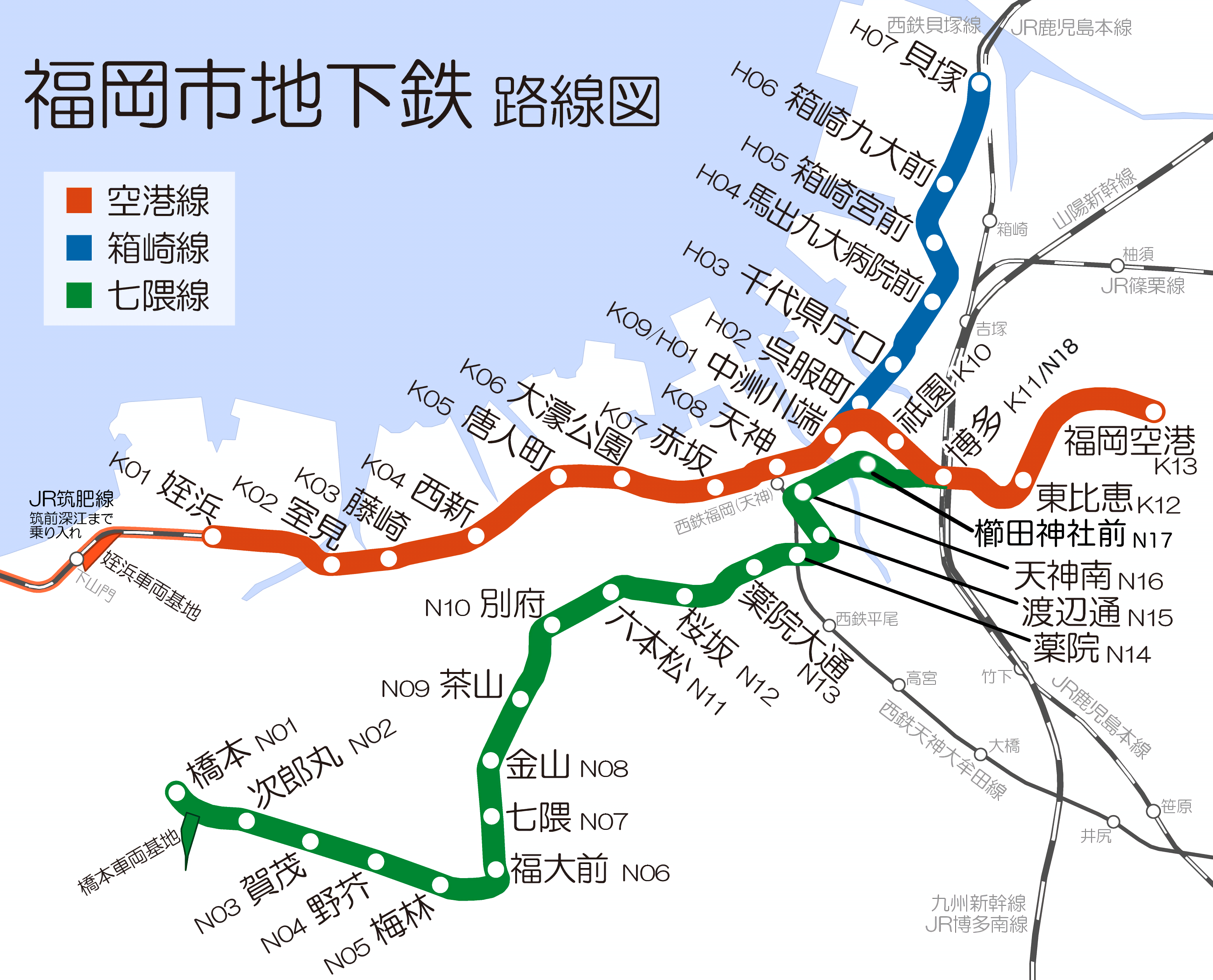
福岡市地下鐵路線圖

福岡市公共交通十分便利，是九州的交通樞紐。福岡市內的鐵路路線大部分由九州旅客鐵道（JR九州）和西日本鐵道所經營，此外西日本旅客鐵道（JR西日本）在福岡市內亦經營有山陽新幹線和實際只有新幹線列車行駛的博多南線。JR九州在福岡市內運營有鹿兒島本線、線、篠栗線、香椎線四條在來線及九州新幹線。博多站是JR九州在福岡市的樞紐車站，2014年度的日客流量超過11萬人次。西日本鐵道在福岡市內有天神大牟田線和貝塚線兩條路線，天神站則是西日本鐵道在福岡市的樞紐車站。福岡市地下鐵有箱崎線、機場線、七隈線三條路線，全長31.4公里。
福岡市內主要道路有橫貫福岡市東西的大動脈明治通及昭和通、南北縱貫天神地區的渡邊通、中央區南北方向的大動脈大正通、連接博多站和博多港的大博通等街道。福岡市轄區內主要的高速公路有九州自動車道、西九州自動車道，市轄區的部分高速公路由福岡北九州高速道路公社經營管理。福岡市內的巴士主要由西鐵巴士運營，市內有超過100條巴士路線。高速巴士則是連接福岡市和九州其他主要都市及本州、四國重要的交通方式。

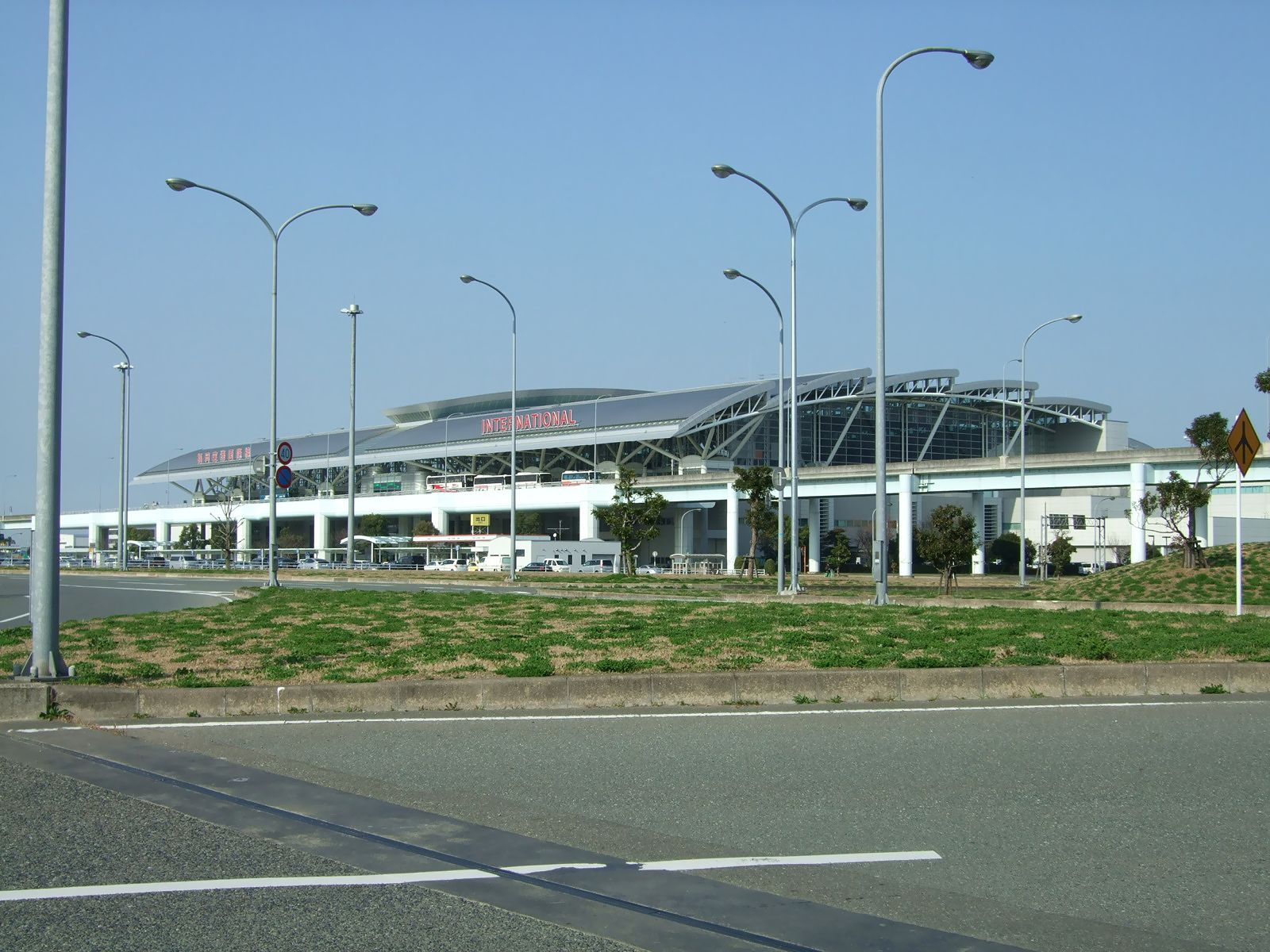
福岡機場國際航廈

博多港開港於1899年，是日本海沿岸的據點港灣之一。2015年，博多港的入港船舶數超過3萬艘，貨物吞吐量達3,133萬噸。博多港還是日本國際旅客數最多的港口，開設有前往釜山港的定期國際航線。2016年，博多港的國際郵輪停靠次數達328次，同樣是日本首位。
福岡機場又名板付機場，於1945年開始使用，最初是軍用機場，在1951年開通民航航線，跑道全長2,800米。福岡機場不僅開通有前往日本各主要機場的定期航線，還開設有前往首爾、北京、上海、香港、台北、高雄、馬尼拉、曼谷、新加坡等東亞主要都市的國際航線。地處市中心的地理位置使得福岡機場的聯外交通極為便利，客流量也因此較多。2014年度，福岡機場的乘客數達2,000萬人次，位居日本第三。

## 觀光

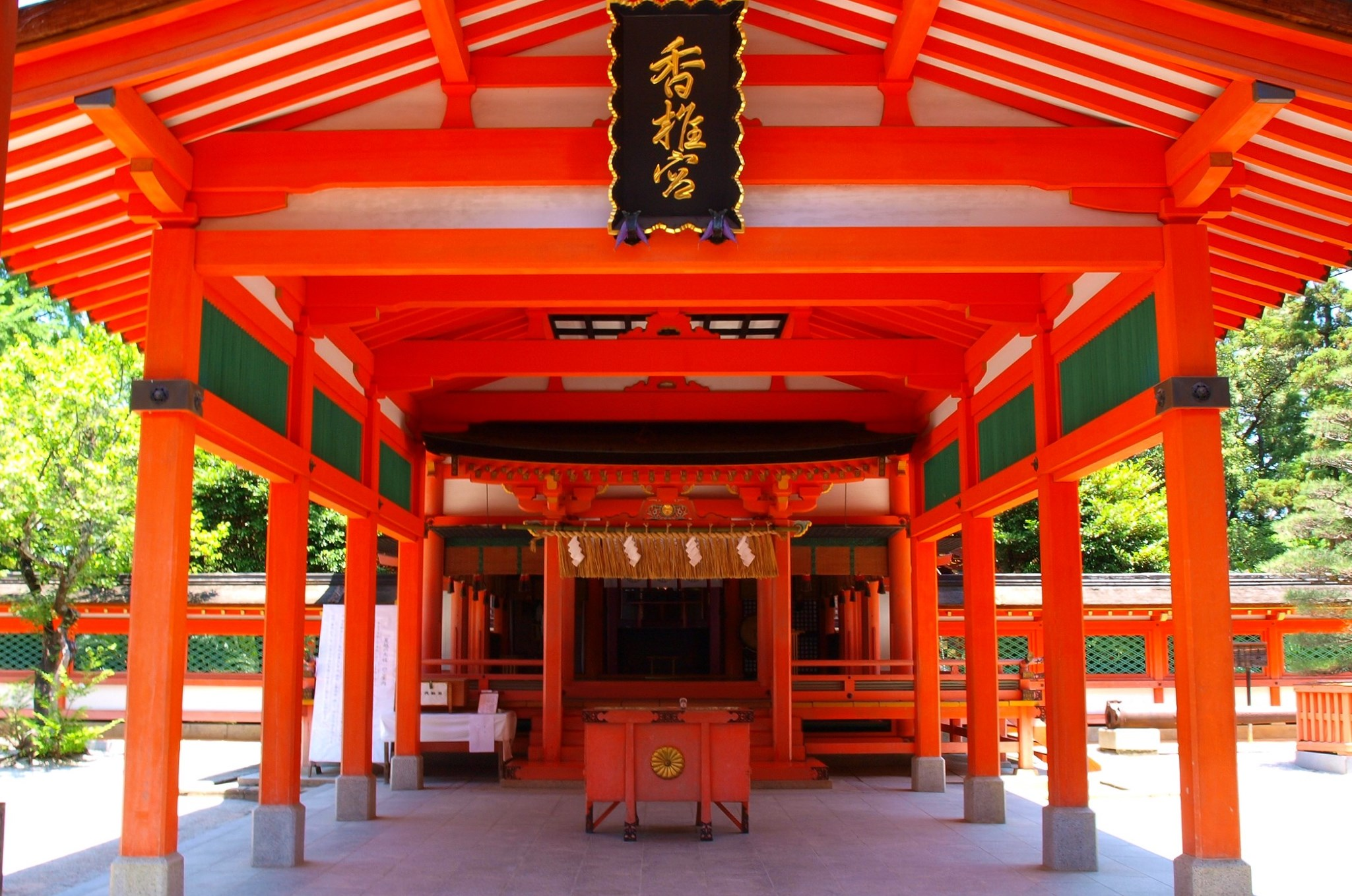
香椎宮

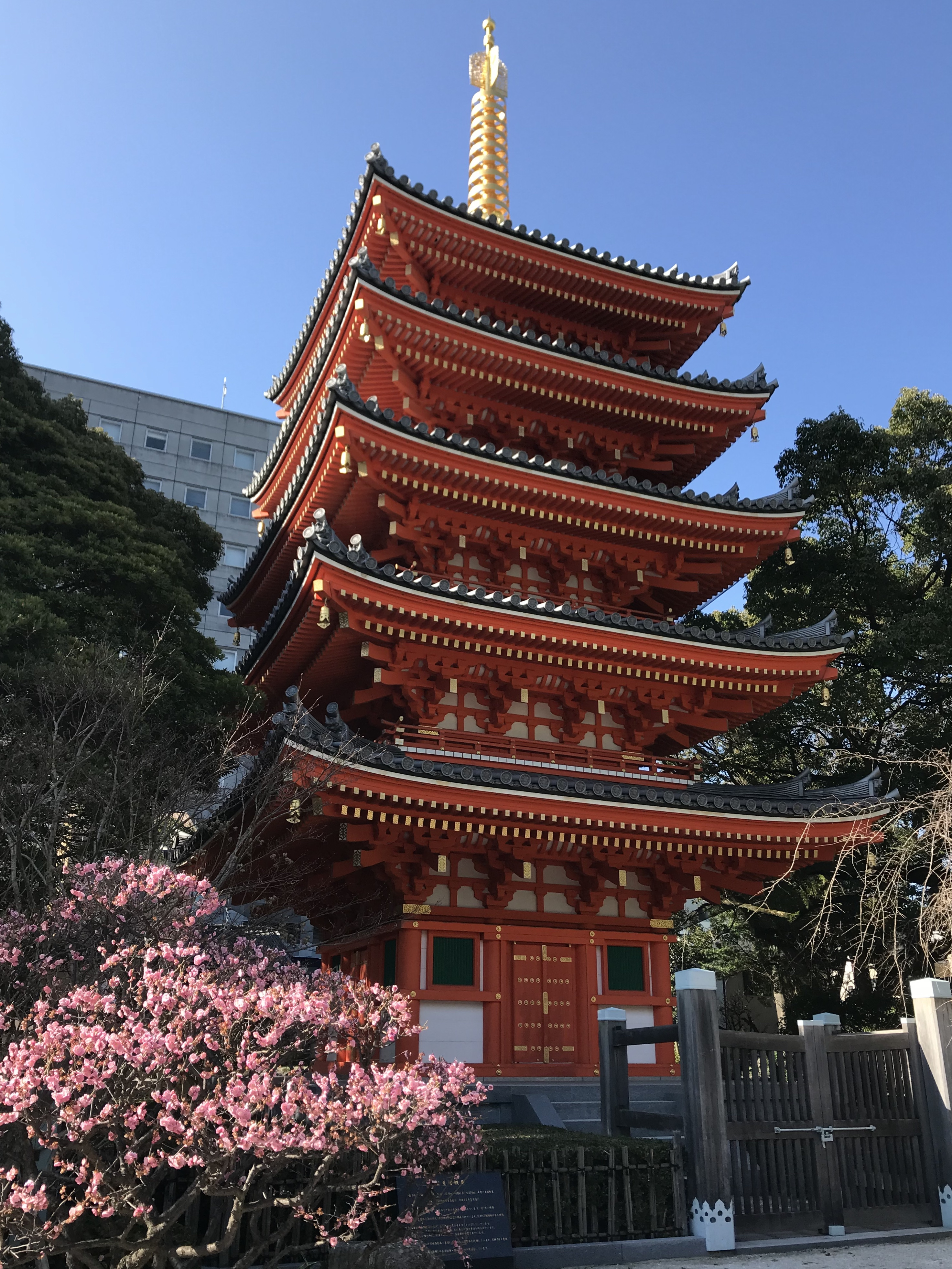
東長寺

福岡市內有眾多人文觀光景點。位於福岡市中心的福岡城是日本100名城之一，且平安時代的外交設施鴻臚館遺跡亦位於福岡城內。福岡城西側的大濠公園聚集了眾多文化設施，是日本著名的水景公園，並以每年8月1日舉辦的煙花大會而著稱。香椎宮在神道教中擁有官幣大社的崇高地位，本殿建築是日本的重要文化財。筥崎宮又稱筥崎八幡宮，同樣是官幣大社，也是筑前國一宮，是日本三大八幡宮之一。櫛田神社是博多的總鎮守，擁有超過1200年的歷史，在當地民眾中有重要地位。福岡市博物館位於早良區的海濱百道地區，以收藏展示有漢委奴國王印和「日本三名槍」之一的日本號而著稱。福岡縣立美術館和福岡市美術館以收藏展示福岡當地的美術家及外國的近現代美術作品為主。福岡市動植物園已有超過60年的歷史，飼養有115種動物，在假日時吸引了眾多家庭遊客。

## 國際交流
福岡市對外交流的歷史悠久。由於福岡市人口較多，且為九州的中心都市，因此數國在福岡市設有代表機構，包括美國領事館、越南總領事館、澳大利亞總領事館、中華人民共和國總領事館及韓國總領事館。中華民國（台灣）在福岡市設有相當於領事館的台北駐福岡經濟文化分處。福岡市的姊妹都市如下：
| 國家           | 城市                   | 締結日期       |
| -------------- | ---------------------- | -------------- |
| 美国           | 奧克蘭（加利福尼亞州） | 1962年10月13日 |
| 中华人民共和国 | 廣州市（廣東省）       | 1979年5月2日   |
| 法國           | 波爾多（吉倫特省）     | 1982年11月8日  |
| 新西兰         | 奧克蘭（奧克蘭大區）   | 1986年6月24日  |
| 马来西亚       | 怡保（霹靂州）         | 1989年3月21日  |
|                | 釜山廣域市             | 1989年10月24日 |
| 美国           | 亞特蘭大（喬治亞州）   | 2005年2月8日   |
| 緬甸           | 仰光                   | 2016年12月7日  |

## 外部連結
- 行政
  - 福岡市首頁 （页面存档备份，存于）（日語）（英文）（简体中文）
  - Fukuoka Facts（福岡市各項統計與排行） （页面存档备份，存于）（英文）
- 觀光
  - 福岡市官方觀光網站 （页面存档备份，存于）（日語）